# Metrodor d'Alexandria
Metrodor d'Alexandria (grec antic: Μητρόδωρος, llatí: Metrodorus) fou un eclesiàstic egipci nascut possiblement a Alexandria.
Foci indica que va ser l'autor d'un cicle de càlcul per a la Pasqua. Va viure en temps de Dioclecià, al segle ii, però no es coneix en quins anys en concret. Fabricius l'inclou a la Bibliotheca Graeca.